# Beta Mensae
Désignations
Beta Mensae (β Mensae / β Men) est la troisième plus brillante étoile de la constellation de la Table. Malgré cela, elle est seulement à peine visible à l’œil nu, avec une magnitude apparente visuelle de 5,31. L'étoile est positionnée à la bordure sud-ouest du Grand Nuage de Magellan, mais elle ne fait pas partie de cette galaxie satellite bien plus distante.
Sur la base d'une parallaxe annuelle de 4,94 mas, Beta Mensae est distante d'environ 660 années-lumière du Soleil. Elle se rapproche du système solaire à une vitesse radiale de −12 km/s.
Beta Mensae est une étoile solitaire. Il s'agit d'une géante jaune de type spectral G8 III. Elle est âgée d'environ 270 millions d'années et sa masse est de 3,6 fois celle du Soleil. Son rayon vaut près de 26 rayons solaires L'étoile émet 345 fois la luminosité du Soleil depuis sa photosphère à une température effective d'environ 5 088 K.